# Bürgerspital (Steyr)

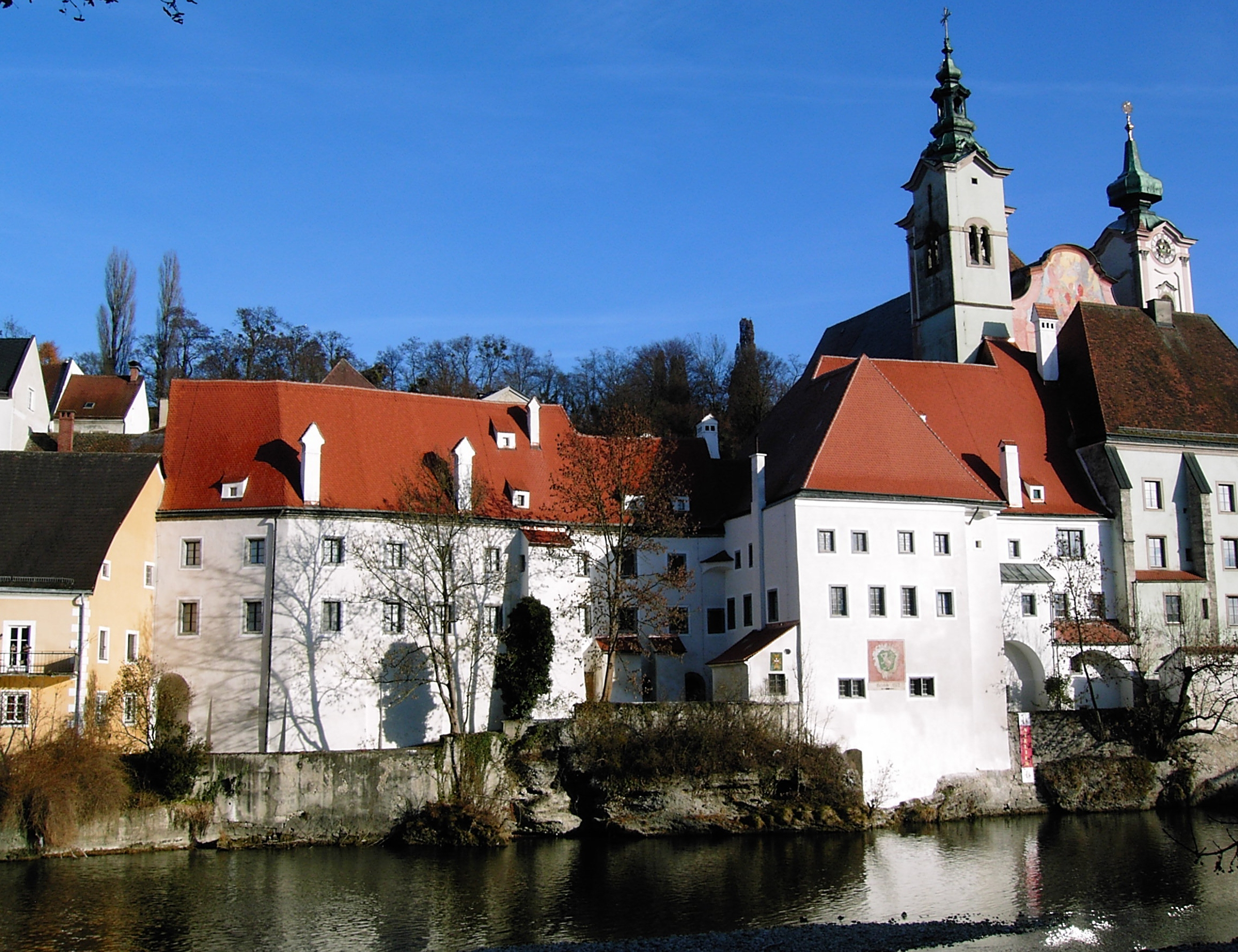
Bürgerspital und Bürgerspitalkirche (rechts)

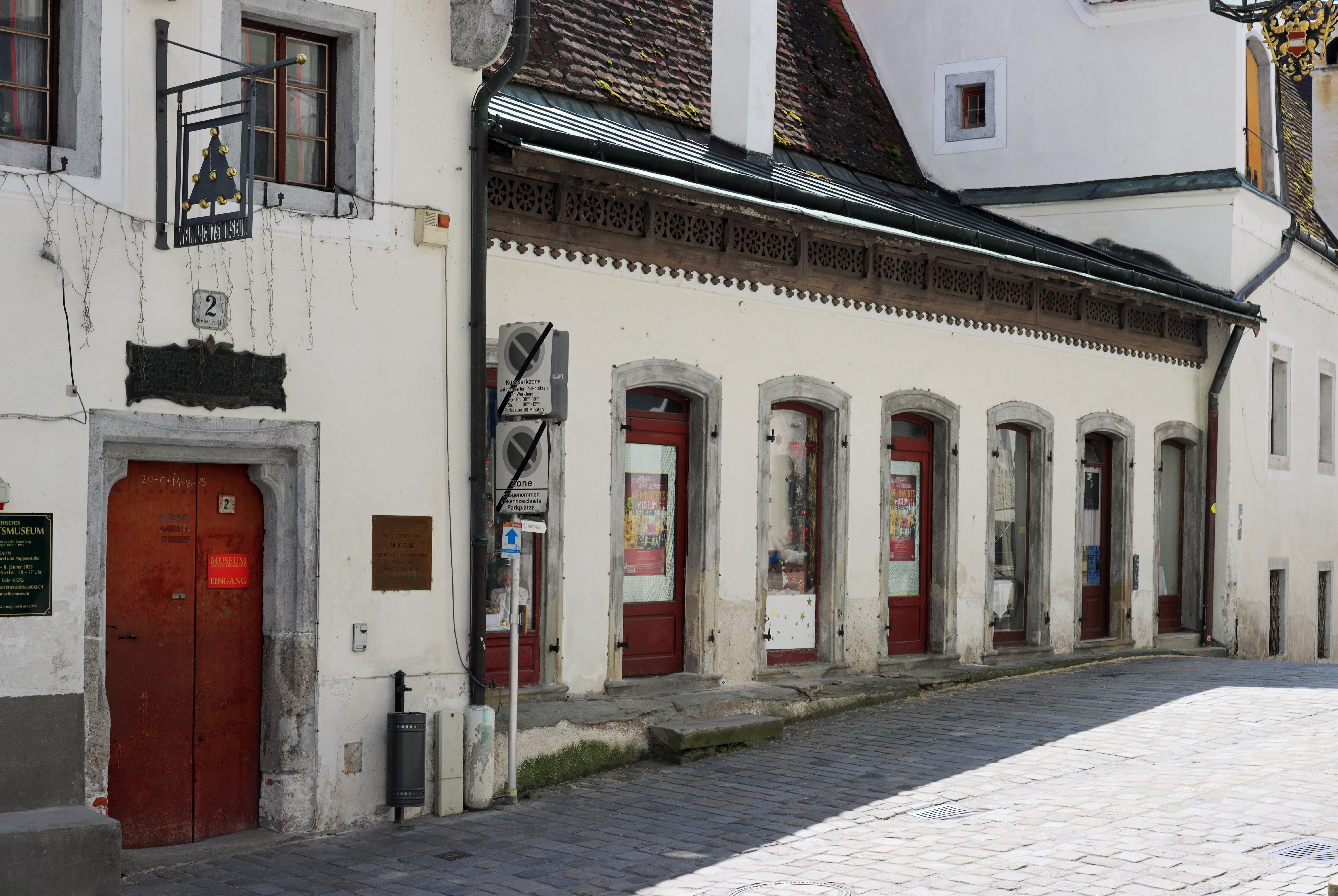
Fassade zum Michaelerplatz mit dem Eingang des Weihnachtsmuseums

Das Bürgerspital im Steyrer Stadtteil Steyrdorf, Michaelerplatz 2, ist ein Gebäude von Anfang des 14. Jahrhunderts. Die angebaute ehemalige Spitalkirche (heutiger Pfarrhof) stammt von um 1500. Beide Teile sind gesondert denkmalgeschützt als „Teil des ehem. Bürgerspitals“ (Listeneintrag) und „Wohnhaus, Teil des ehem. Bürgerspitals“ (Listeneintrag).

## Geschichte und Architektur

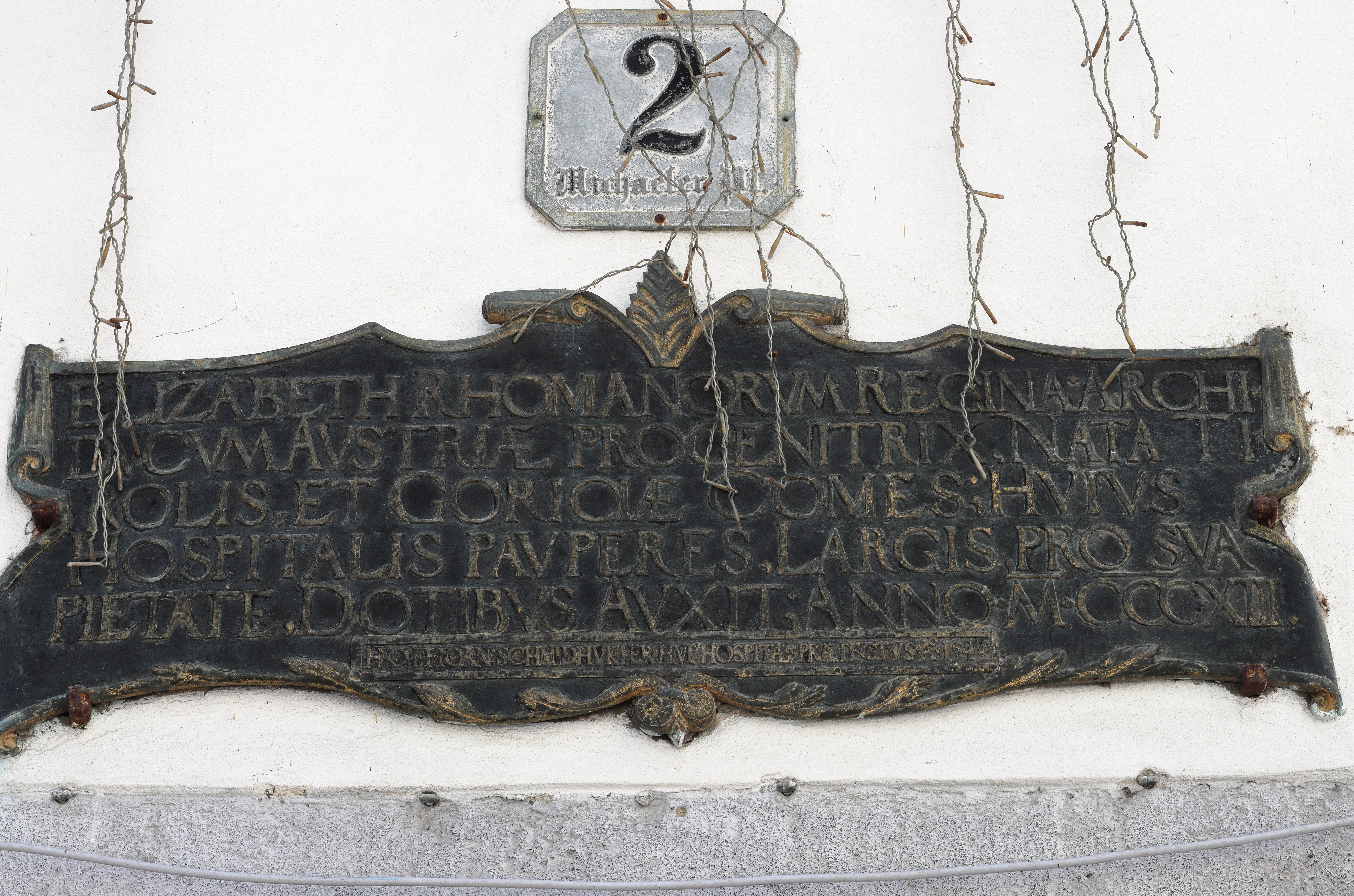
Gedenktafel von 1544

Bereits im 13. Jahrhundert stand an der Stelle des heutigen Bürgerspitals ein Gebäude zur Beherbergung von alten, kranken oder verarmten Bürgern. Nachdem dieses 1302 abgebrannt war, finanzierte Elisabeth von Görz und Tirol, die die Burgherrschaft Steyr innehatte, 1305 den Wiederaufbau. An sie erinnert eine Metalltafel mit dem Datum 1313 über dem Eingang am Michaelerplatz (angebracht 1544). Dazu kamen Stiftungen von wohlhabenden Bürgern, wie Bauerngüter und Weinberge. Das Spital konnte damals 32 Personen aufnehmen. Burggraf Otto Scheck schenkte ihm 1323 die an der Steyrmündung gelegene Hofmühle (später Spitalmühle). Der Gerichtsbarkeit der Herrschaft unterstand das Bürgerspital bis um 1407.
Um das Jahr 1500 wurde eine spätgotische Kirche angebaut, die 1785/86 zum Vorstadtpfarrhof umgebaut wurde. Der barocke Abschluss des Turms stammt ebenfalls aus dem 18. Jahrhundert. Überschüssiger Wein wurde in einem Gewölbe ausgeschenkt, was der Geschichtsschreiber Valentin Preuenhueber in seiner Annales Styrensis folgendermaßen überliefert:
„[…] Gedachte Spital-Kirche ist erbauet über einen grossen Gewölb und Keller, darinnen man des Spitals Wein auszuschencken pflegt. Daher es für ein Wahrzeichen gehalten wird, daß einer sey zu Steyer gewest, wann er anzuzeigen weiß, daß er allda ein Kirchen über einen Wirths-Hauß gesehen.“
Größere Bautätigkeiten im Bürgerspital gab es im 16. Jahrhundert und 1761. Im 20. Jahrhundert fand 1924 eine Innenrestaurierung statt, 1952 eine Renovierung und 1978 eine umfassende Außenrenovierung. Eine Generalsanierung, die nicht nur die Fassade, sondern auch Böden, Gewölbe und das Dach betraf, fand von März bis Oktober 2011 statt. Bei der Instandsetzung des Dachstuhls wurden die alten Pfetten und Sparren belassen und nur die Dachlatten ersetzt. Ein Teil der bis zu 400 Jahre alten, roten Biberschwanzziegel wurde auf der Nordseite des Dachs wiederverwendet. Durch Ausbesserungsarbeiten hatte sich im Laufe der Zeit ein abwechslungsreiches Bild ergeben, mit Ziegeln in verschiedenen Formen und Verwitterungszuständen. Dies ging großteils verloren. Um das Dach nicht eintönig erscheinen zu lassen, wurden neue Biberschwanzziegel in verschiedenen Formen in zufälliger Anordnung verlegt.
Bedürftige Personen wurden bis über die Mitte des 20. Jahrhunderts hier untergebracht, 2001 eröffnete im Bürgerspital das 1. Österreichische Weihnachtsmuseum.
An der flussseitigen Fassade ist eine Malerei eines Steyrer Panthers angebracht und darunter eine Hochwassermarke mit der Beschriftung Wasserhöhe 1572. Dies war das bisher schwerste Hochwasser in der Steyrer Geschichte.

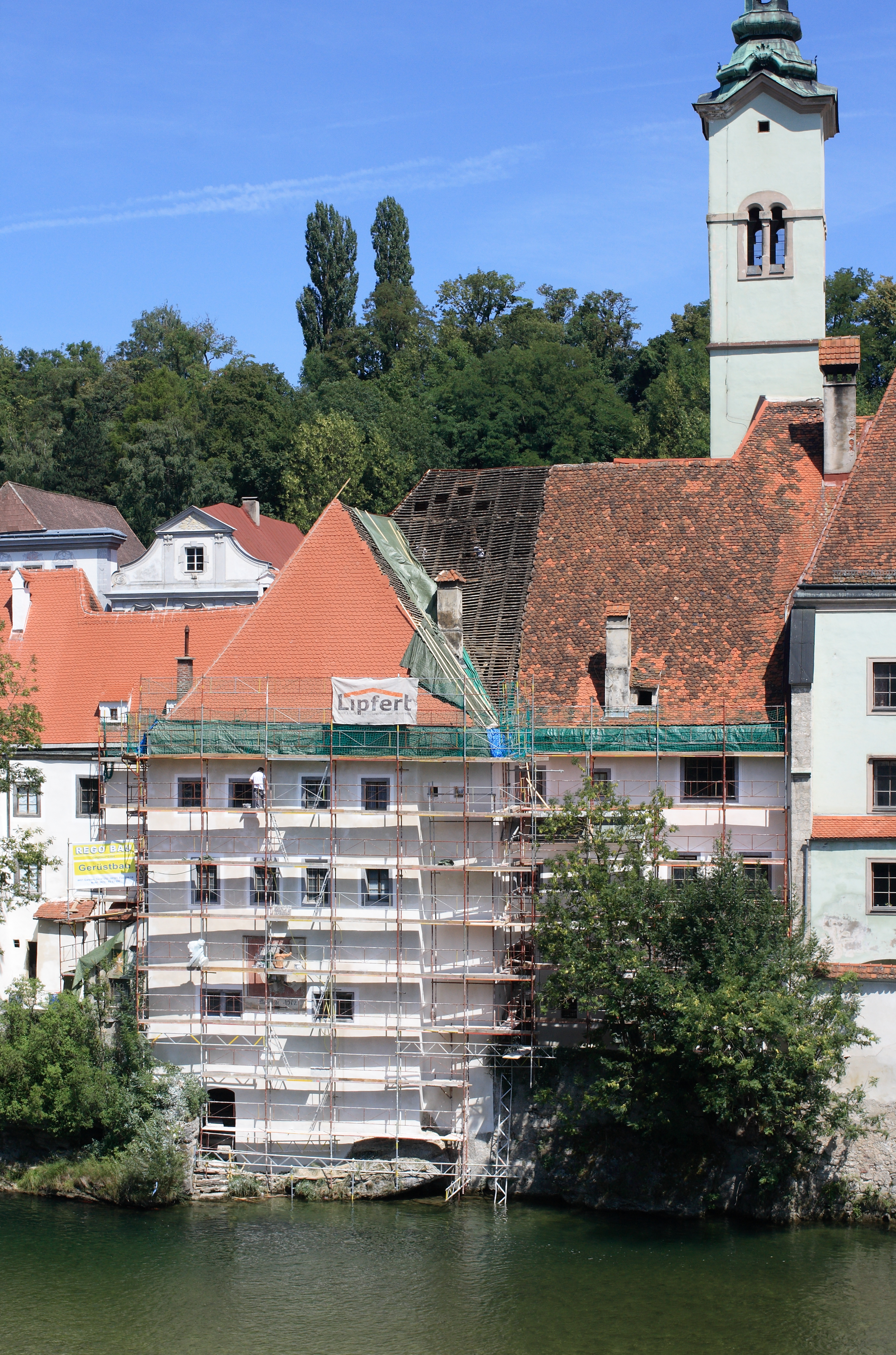
Generalsanierung 2011
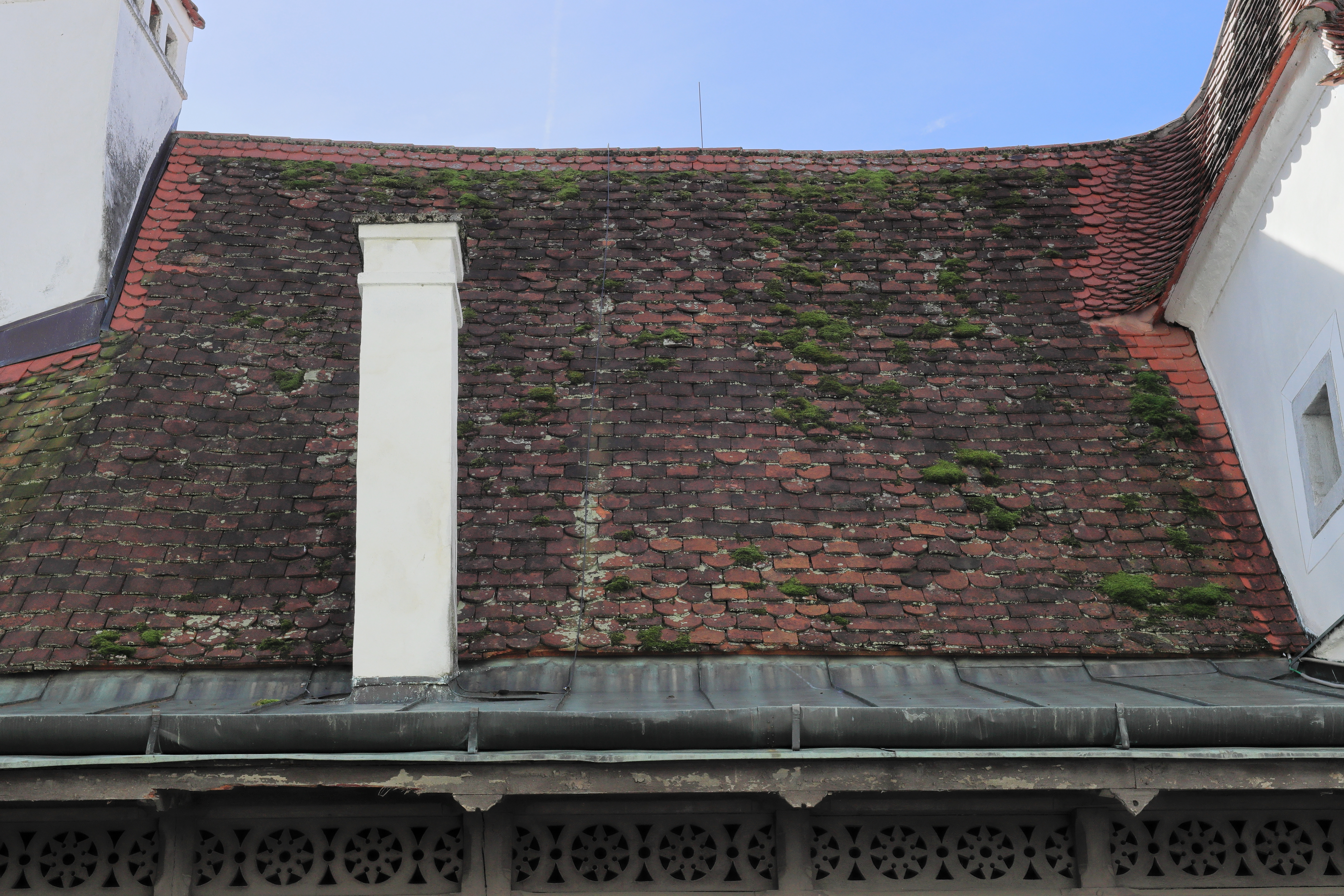
Nördliche Dachfläche zur Kirchengasse (Aufnahme von 2021)
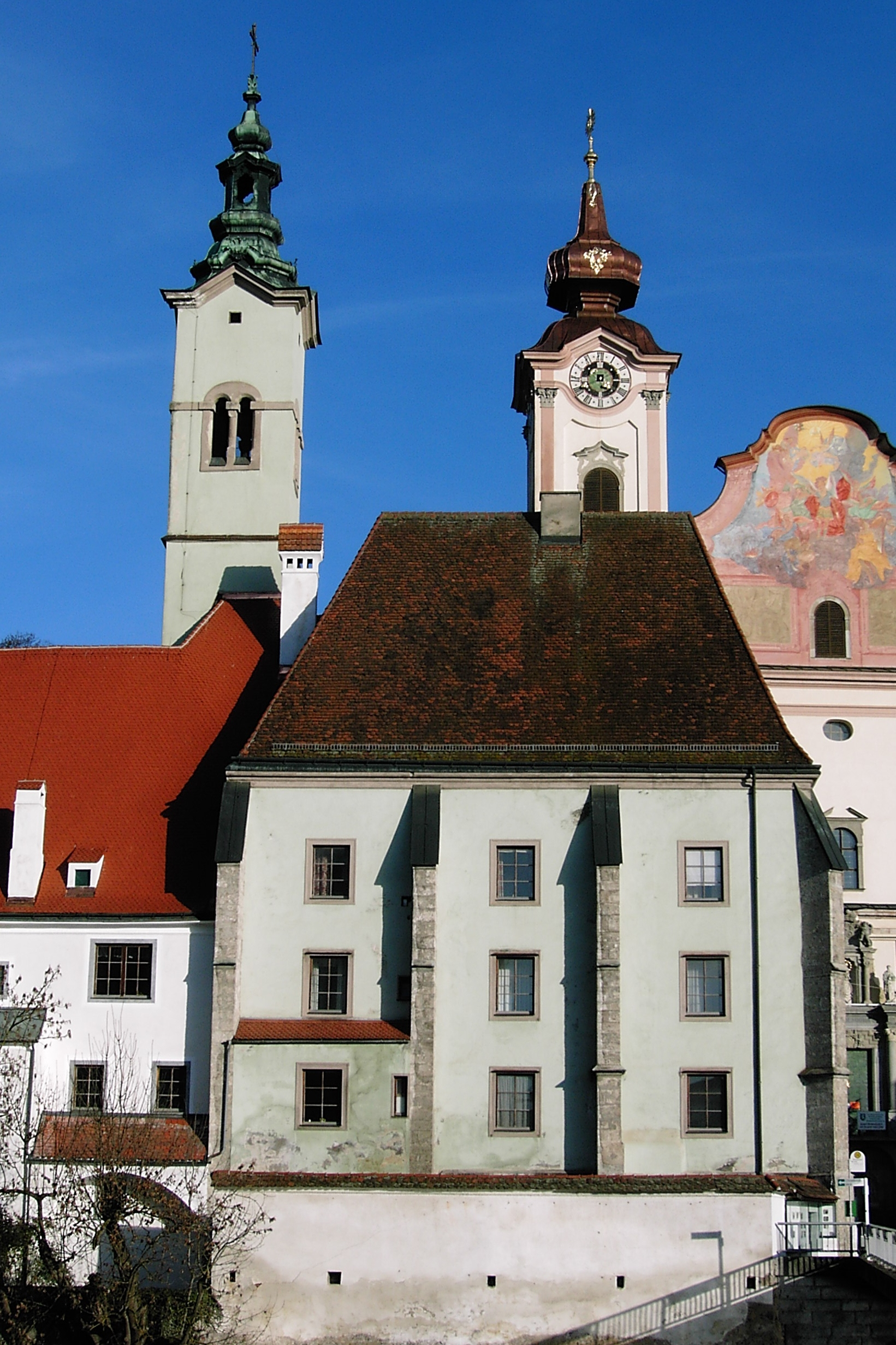
Ehemalige Bürgerspitalkirche (Pfarrhof)
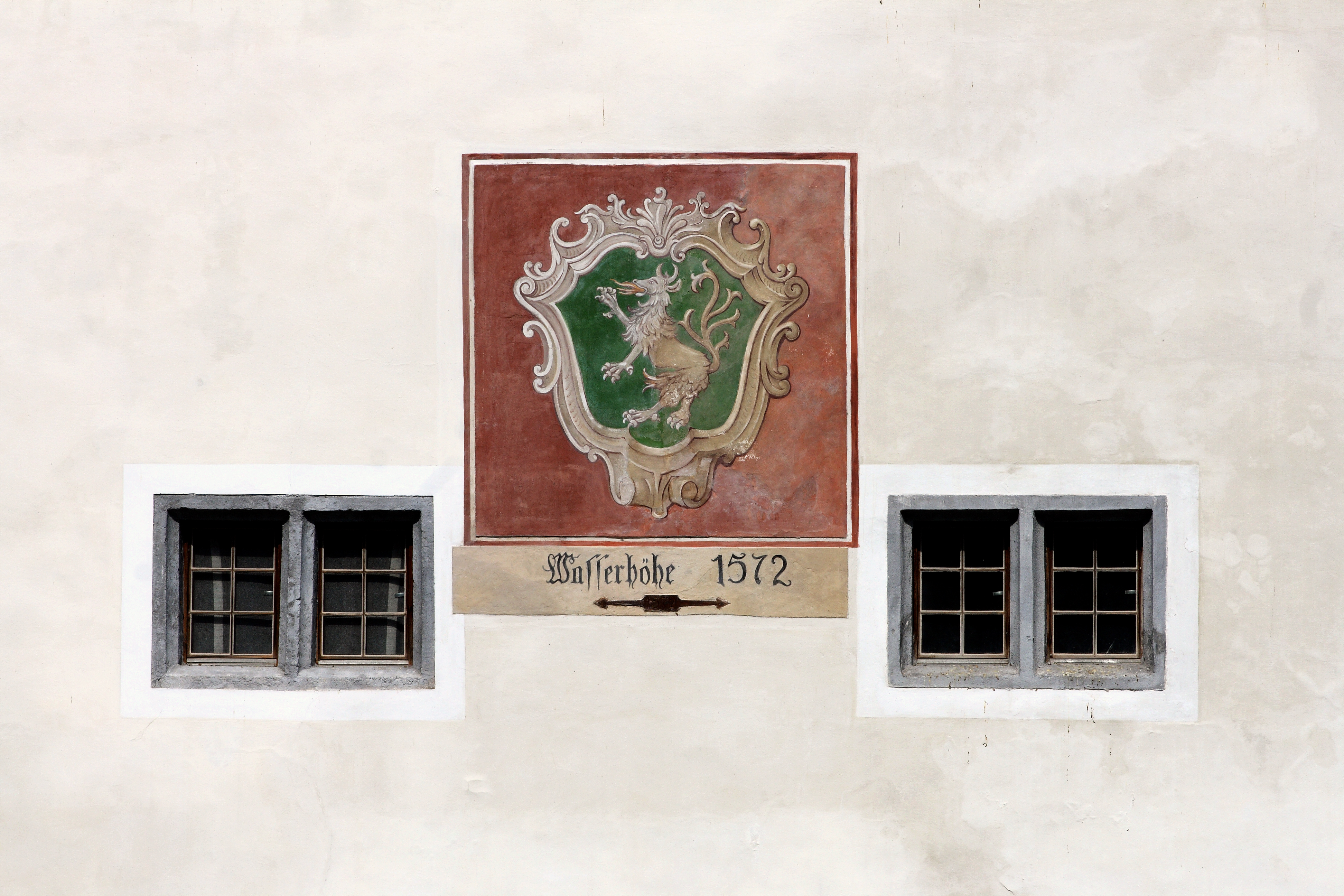
Hochwassermarke (Aufnahme von 2012)